# BT剤
BT剤（ビーティざい）とは、天敵微生物を利用した生物農薬（殺虫剤）の一種。細菌の一種であるバチルス・チューリンゲンシス（Bacillus thuringiensis; BT）を用いており、菌の産生する結晶性タンパク質、胞子、両方が混合されたものがある。
チョウ目、ハエ目、コウチュウ目の幼虫に有効。結晶性タンパク質が、昆虫腸内のアルカリ性消化液で分解されると毒素になり、上皮細胞に作用、幼虫は卒倒病を起こして死ぬ。選択毒性のため、昆虫と体の構造が違うヒトは、胃液が酸性なので無害だが、菌株と試験方法によって動物試験で毒性を示すことがある。そのためBT剤は、製造や販売などに対して毒性試験などを要求される登録薬剤とされている（特定農薬に指定されていない）が、有機農業の生産に利用可能な生物農薬である。

## 作物への応用
- 遺伝子組み換え作物
  - BTの結晶タンパク合成遺伝子を作物に組み込んだもの。トウモロコシ、ワタ、ジャガイモで実用化されている。